# Gottfried Reinhold Köselitz
Gottfried Reinhold Köselitz (* 4. August 1692 in Wittenberg; † 2. Januar 1754 in Zerbst) war ein deutscher Jurist.

## Leben
Geboren als Sohn des Wittenberger Ratsherrn und Zinngießers Augustin Köselitz († 1680), besuchte er die Wittenberger Stadtschule, setzte seine Ausbildung auf dem königlichen Landesgymnasium in Grimma fort und bezog am 27. Mai 1712 die Universität Wittenberg. Von dort wechselte er für weitere Studien an die Universität Jena und an die Universität Frankfurt (Oder). Zurückgekehrt nach Wittenberg wurde er Kandidat der Rechte und hielt als solcher Vorlesungen. Am 27. Oktober 1718 wurde er Lizentiat der Rechte, erwarb sich am 17. Oktober 1719 den Magistergrad der Philosophie und promovierte am 28. Februar 1720 zum Doktor der Rechte.
1725 wurde er zum außerordentlichen Professor der Rechte berufen, wechselt 1728 als ordentlicher Professor der Rechte an die Universität Leipzig. Während seiner Leipziger Zeit, erwarb er sich solch einen Ruf, dass 1734 Johann August von Anhalt-Zerbst ihn als Hof- und Regierungsrat, sowie Beisitzer des Konsistoriums, an seinen Hof nach Zerbst zog. In Zerbst wurde er 1743 zum Konsistorialrat ernannt.
Genealogisch erwähnenswert ist, dass er zweimal verheiratet war. Seine erste Ehe schloss er am 15. September 1722 mit Catharina Juliane, der Tochter des Ratsherrn und Buchdruckers Christian Gottlieb Ludwig. Seine zweite Ehe schloss er mit Katharina Regine (geb. Leisner). Sein Sohn Johann Augustin Köselitz erlangte als Theologe Ansehen.

## Werkauswahl
- Diss. inaug. (Praes. Bastineller) de citatione edictali. Fincel, Wittenberg 1718. (Digitalisat)
- Repertoríum Wernherianum, sive, Indices generales ad B. Jo. Balth. de Wernher selectas observationes forenses. Ludwig, Wittenberg 1723. (Digitalisat)
- Dissertatio Iuridica, Qua Solam Citationem Edictalem Legitime Factam Ad Creditorum Ignotorum Praeclusionem Sufficere Contra Communem Doctorum Opinionem In Praxi Hactenus Receptam Asseritur. (Resp. Georg Christoph Chirr) Creusig, Wittenberg 1724. (Digitalisat)
- Dissertatio juridica de actionibus mixtis et non mixtis. (Resp. Johannes Gottlieb Guisius) Gerdes, Wittenberg 1727. (Digitalisat)
- Dissertationes Pvblicas In Illvstris Dn. Joannis Henrici Nobilis Domini De Berger Positiones Ivris e Lauterbachii Compendio selectas Et in XX. Exercitationes redactas intimat Atqve Hac Occasione Exceptionem Non Nvmeratae Pecvniae Onvs Probandi In Ipsvm Creditorem Devolvere Nec Non In Processv Execvtivo Adhvc Hodie Ivre Obtinere. Gerdes, Wittenberg 1724. (Digitalisat)
- Dissertatio iuridica qua tacitam eamque particularem emancipationem iure domestico fundatam. (Resp. Johannes Gottfried Schubart) Wittenberg 1724. (Digitalisat)
- Diss. de dominio, eiusque effectibus. (Resp. Friedrich Salomo Huth) Saalbach, Leipzig 1731. (Digitalisat)
- Diss. expendens traditionis circa domini adquisitionem effectus tam naturali quam positivo iure, et hoc rursus tum communi, tum Saxonico.(Resp. Gustav Wilhelm Reinhardt) Zunkel, Leipzig 1731. (Digitalisat)
- Diss. Theses e díversis iuris capitibus selectae. (Resp. Johann Georg May) Gerdes, Wittenberg 1727. (Digitalisat)
- Exercitatio iuridica qua Sponsalia a variis doctorum erroribus vindicantur. (Resp. Samuel Gottlieb Gottschalch) Saalbach, Leipzig 1732. (Digitalisat)
- Exercitatio Iuridica De Iis, Quae Patriam Potestatem Fundant. (Resp. Gottlieb Ernst Lusius) Saalbach, Leipzig 1732. (Digitalisat)
- Disp. De iure pignoris ex communi aeque ac saxonico iure electorali illustrato. (Resp. Johannes Ephraim Zapff) Saalbach, Leipzig 1732. (Digitalisat)
- Disputatio iuridica De praecognitis iurisprudentiae iustitia et iure. (Resp. Christian Gottlieb Beich) Saalbach, Leipzig 1733. (Digitalisat)
- Diss. de iure personarum ex statu hominum naturali. (Resp. Georg Wilhelm Scheibner) Saalbach, Leipzig 1733. (Digitalisat)
- Disputatio iuridica De servitutibus iisque realibus. (Resp. Carolus Leberecht Friedrich) Saalbach, Leipzig 1733. (Digitalisat)